# 24년조
24년조(24年組)는 일본의 쇼와 24년(1949년)생 소녀만화가들 집단을 가리킨다. 꽃의 24년조(花の24年組)라고도 한다.

## 오오이즈미 살롱
오오이즈미 살롱이란 훗날 '24년조'라고 불리게 되는 여성 만화가들의 거점이 된 도쿄도 네리마구 오오이즈미의 타케미야 케이코와 하기오 모토가 함께 살던 아파트를 가리킨다. 이 아파트를 중심으로 쇼와 24년 태생의 젊은 여성 만화가들이 공동생활을 하며 훗날의 소녀만화계를 이끌어가는 인재로 성장하였다. 이런 점에서는 소년만화계에 있어서의 '도키와 장'에 해당하는 존재라고 볼 수 있다.
오오이즈미 살롱은 1970년부터 1973년 정도까지가 주요 활동기간으로, 육필 회고지인 '마법사'의 작성이나, 서로의 작품제작에 협력하거나, 이후의 소녀만화에 대해 활발히 논의하기도 했다. 하지만 이 활동 시기와 활동 정지시기에 대해서는 명확하지 않다. 자연발생적으로 성립하여, 어느 정도 (오오이즈미 살롱에 속한 사람으로서) 활동을 하다가, 어느샌가 자연소멸한 것으로 보인다. 해산 후에도 참가했던 만화가들끼리는 친밀한 관계를 유지했다.
일본 만화사를 논함에 있어 피할 수 없는 화제임에도 불구하고 '도키와 장'에 비하면 자료가 적은 편이다.

## 활동
1970년대까지의 소녀만화(한국에 있어서의 순정만화)는 소녀를 대상으로 하는 만화이면서도 남성작가가 개척한 시장인데다 편집자도 남성이며, 그림의 화려함과 운명을 따라 흘러가는 여성의 고전적 연애만을 추구하는 경향이 계속되었다. 이런 가운데 쇼와 24년생의 여성 만화가를 중심으로 소녀만화에 일대 혁명이 일어난 것이다. 그녀들이 그리는 만화는 주인공이 소녀가 아니기도 했으며, SF나 판타지적인 요소의 도입, 표현 레벨 면에서 화면 구성이 복잡해지는 등, 여러 개성적인 기법이 사용되었으며 지금까지의 소녀만화와는 기술적으로도 내용적으로도 달랐다. 결과적으로 소녀만화가 손대는 테마, 내용은 급속히 깊어져갔으며, 다루는 범위가 급격히 넓어지게 되었으며, 그녀들이 남긴 업적은 여성이 '소녀만화'만을 그린다는 당시의 불문율을 깨고 여성만화가가 소년지에 연재하게 되는 흐름을 이끌어냈다.
예를 들면 다케미야 게이코는 소년지에 연재하며(《지구를 향해》, 1977~1980년, '망가쇼넨'지. 이후 극장판 애니메이션화. 한국에서도 방송된 적이 있다) 당시 화제가 되었다. 다케미야의 작품이 평가받게 된 이유는 그녀가 소녀만화의 혁신 뿐만 아니라 만화 표현 자체에도 혁신을 불렀다는 점과(혁신성), 내용이 대상 성별 뿐 아니라 남녀 모두에게 충분히 통용되는 것이었다는 점을 들 수 있다(보편성).
다케미야의 예에서 볼 수 있는 혁신성과 보편성은 이 시기에 활약한 여성 만화가들에게 대충 해당하는 것이며, 이런 혁신성과 보편성은 소녀만화가 커버하는 범위를 보다 넓히는 것에 결정적인 역할을 함과 동시에 소녀만화와 소년만화라는 구별을 어느 정도 무효화시켰다.
이런 혁신을 가져온 여성 만화가진의 생년이 쇼와 24년(1949년)경으로 거의 비슷했다는 것, 상호관계가 깊었다는 점에서 이들을 '꽃의 24년조'라고 부르게 되었다. 연령 및 작풍이 그녀들의 후배에 해당하는 여성 만화가들을 '포스트 24년조'라고 부른다.
이들 여성 만화가들의 대부분은 현재도 활동하고 있으며, 일본 만화사를 이야기할 때 빠져서는 안 되는 존재라고 할 수 있을 것이다.

## 멤버
- 꽃의 24년조: 대표적으로 타케미야 케이코, 하기오 모토, 오오시마 유미코, 야마기시 료코 4명을 일컫는 경우가 많다. 그 외 베르사유의 장미 작가인 이케다 리요코, 아오이케 야스코, 키무라 미노리, 키하라 토시에, 야마다 미네코, 마스야마 노리에
- 포스트 24년조: 미즈키 와카(미즈키 와카코), 타라사와 미치, 이토 아이코, 사카타 야스코, 사토 시오, 카이 유키코